# Apseudes uncidigitatus
Apseudes uncidigitatus är en kräftdjursart som beskrevs av Norman och Stebbing 1886. Apseudes uncidigitatus ingår i släktet Apseudes och familjen Apseudidae. Inga underarter finns listade i Catalogue of Life.